# Fais donc l'amour, on n'en meurt pas !
Pour plus de détails, voir Fiche technique et Distribution.
Fais donc l'amour, on n'en meurt pas !, également connu sous le titre La Révolution de la confiture (Marmeladupproret), est un film suédois réalisé par Erland Josephson, sorti en 1980.

## Synopsis
Le professeur Karl Henrik Eller, ramenant un sac de courses à la maison, en sort notamment un pot de marmelade d'abricots, au grand dam de son épouse Maj qui a toujours préféré la marmelade d'oranges. S'ensuit une dispute après laquelle le professeur quitte le domicile conjugal pour emménager à l'hôtel...

## Fiche technique
- Titre français : Fais donc l'amour, on n'en meurt pas ! ou La Révolution de la confiture[1]
- Titre original : Marmeladupproret
- Réalisation et scénario : Erland Josephson
- Directeur de la photographie : Sven Nykvist
- Décors et costumes : Inger Pehrsson
- Montage : Sylvia Ingemarsson
- Producteurs : Erland Josephson et Sven Nykvist
- Sociétés de production : Josephson & Nykvist HB, Svensk Filmindustri et Svenska Filminstitutet
- Société de distribution : Svensk Filmindustri
- Genre : Comédie dramatique
- Couleur (Eastmancolor) - 93 min
- Dates de sorties :
  - Suède : 11 février 1980
  - France : 30 avril 1980

## Distribution
- Erland Josephson : Karl Henrik Eller
- Bibi Andersson : Anna-Berit
- Marie Göranzon : Maj Eller
- Jan Malmsjö : Edvard
- Lotta Larsson : Hanna
- Ulf Palme : Per Hugo
- Kristina Adolphson : Aina
- Susanna Hellberg : Ellen
- Ingvar Kjellson : l'éditeur
- Meta Velander : la maître d'hôtel
- Börje Ahlstedt : le photographe
- Christina Carlwind : une employée
- Björn Gustafson : le voyageur de nuit
- Olof Lundström : le concierge

## Distinction
- Berlinale 1980 : Nomination à l'Ours d'or (meilleur film) pour Erland Josephson.